# Есаянц, Акоп Галустович
Акоп Галустович Есаянц (азерб. Akop Qalustoviç Yesayants, арм. Հակոբ Գալուստի Եսայանց; 25 мая 1910, Зангезурский уезд — ?) — советский азербайджанский виноградарь, Герой Социалистического Труда (1950).

## Биография
Родился 25 мая 1910 года в селе Хынзырак Зангезурского уезда Елизаветпольской губернии (ныне Хндзореск Сюникской провинции Армении).
С 1924 года рабочий, звеньевой, заведующий отделением виноградарского совхоза «Азербайджан» Ханларского района. В 1949 году получил урожай винограда 200,4 центнеров с гектара на площади 20,6 гектаров.
С 1970 года пенсионер союзного значения.
Указом Президиума Верховного Совета СССР от 4 сентября 1950 года за получение высоких урожаев винограда на поливных виноградниках в 1949 году Есаянц Акопу Галустовичу присвоено звание Героя Социалистического Труда с вручением ордена Ленина и золотой медали «Серп и Молот».
Активно участвовал в общественной жизни Азербайджана. Член КПСС с 1931 года.